# Luigi Cremona
Luigi Cremona (Pavia, 7 de desembre de 1830 - Roma, 10 de juny de 1903) va ser un matemàtic i polític italià.

La mort del seu pare quan tenia 11 anys no va impedir que tingués estudis suficients per ingressar a la universitat de Pavia. Però la revolució de 1848 ho va trastocar tot: Cremona, fervent nacionalista, va enrolar-se en el Batalló de la Itàlia Lliure per combatre contra l'exèrcit austríac. Amb el grau de sergent, va estar defensant Venècia fins a la seva caiguda l'estiu de 1849; quan torna a Pavia, rep la notícia de la mort de la seva mare. El seu germà, Tranquillo, va ser un conegut pintor del moviment Scapigliatura.
A partir de 1849 reprèn els seus estudis sota l'ensenyament d'Antonio Bordoni i, sobre tot, de Francesco Brioschi fins que el 1853 obté el seu doctorat amb una tesi de mecànica clàssica. Els primers anys després de la seva graduació van ser difícils perquè els governants austríacs impedien el seu nomenament per a cap càrrec docent important. Finalment, el 1856, va ser nomenat professor suplent de secundària. En aquesta època va conèixer i va fer amistat amb Eugenio Beltrami i Felice Casorati. També va ser l'època de les seves primeres publicacions en geometria.
El 1856 és professor titular del Institut de Cremona i, a partir de 1859, d'un institut de Milà, on no hi roman gaire perquè el 1860 és nomenat per ocupar la nova càtedra de geometria superior de la universitat de Bolonya. Probablement, aquest temps a Bolonya sigui el seu període més creatiu. El 1867, Brioschi el crida per ocupar-se del curs de geometria superior del Politecnico de Milà.

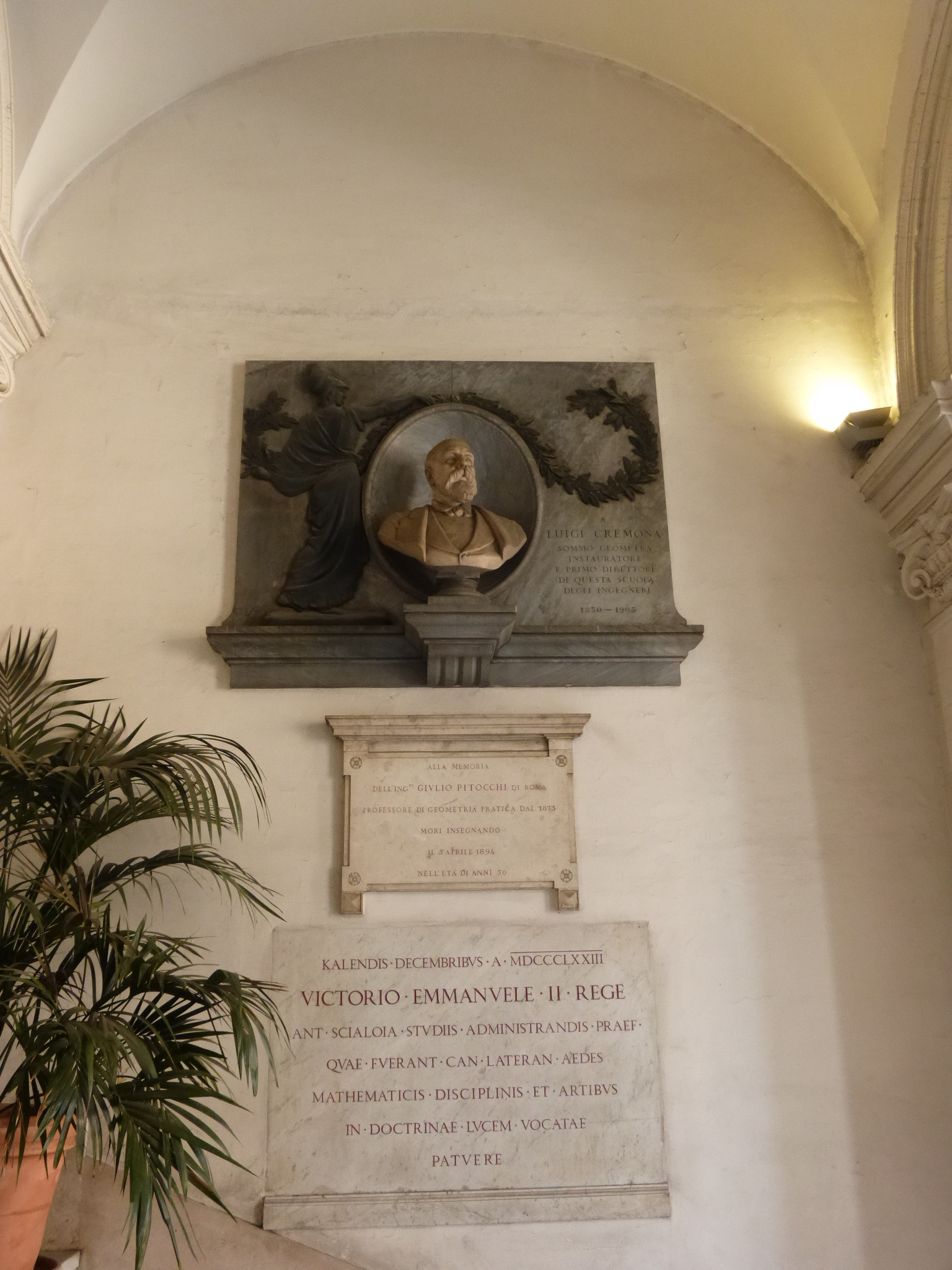
Recordatori de Cremona com instaurador i primer director de l'escola d'enginyers.

Finalment, el 1873 és cridat a Roma per a reorganitzar i dirigir la nova escola d'enginyers de la Universitat de Roma La Sapienza. Aquesta tasca el tindrà ocupat fins al 1879 en que és nomenat senador del Regne d'Itàlia; a partir d'aquesta data s'acaba la seva producció científica perquè es dedica plenament a la política, arribat a ser fins tot Ministre d'Ensenyament Públic (encara que només durant trenta dies degut a al complicada situació política italiana).

## Mètode de Cremona
Luigi Cremona fou el creador del mètode que porta el seu nom (a vegades anomenat Cremona-Maxwell) per a resoldre de forma gràfica problemes de forces estàtiques.